# Reaction Engines A2
Reaction Engines Limited A2 (tudi samo A2) je koncept hipersoničnega potniškega letala ki bi letelo pri hitrost 5,2 Mach-a. Letalo bi lahko prevažalo 300 potnikov do 20 000 kilometrov daleč. Načrtovanje je del evropskega LAPCAT programa. Projekta sicer še niso komercialno zagnali, britanska firma Reaction Engines Limited pravi, da bi lahko razvili delujoče letalo v 25 letih. Motor bi uporabljal okolju prijazni tekoči vodik, ki ima 3,5X večjo kurilno vrednost kot kerozin. Tekoči vodik bi tudi hladil vozilo in zrak pred vstopom v motor.
Letalo naj bi bilo zmožno leteti od Bruslja do Sidneja v 4,6 urah, namesto 24 ur pri sedanjih letalih. Cena vozovnice naj bi bila primerljiva s ceno potovanja v poslovnem razredu
Inženir Alan Bond, pravi da bi A2 letel podzvočno od Bruslja do Severnega Atlantika, potem bi posprešil do Mach 5 nad Severnim polom in Pacifikom do Avstralije.Zvočni pok bi bil še vedno problem za ljudi na zemlji.
143 metrov dolgi A2 bi bil precej daljši od trenutnih letal. Vzletna teža bi bila manjša od Boeing 747 in bi lahko uporabljal že obstoječa letališča. A2 ne bi imel oken, ker se pri  hitrosti okna segrejejo zaradi trenja z zrakom. Ta problem bi rešili z namestitev kamer in prikazovalnikov v notranjosti letala.
Motorji Scimitar engines uporablja tehnologijo iz SABRE motorjev za lete v vesolje.
Pri turboreaktivnem motorju se zrak stisne v vstopniku in se zato segreje. Pri manjših hitrosti to ni velik problem. Za visokohitrostne motorje pa je treba uporabiti visokotemperaturne materiale, kar poveča težo motorja. Motor Scimitar bi uporabljal predhladilnik (precooler), ki bi ohladil vstopni zrak s tekočim vodikom. To omogoča velik izkoristek tudi pri velikih hitrostih in lažji motor. Motor bi imel obtočno razmerja 4:1

## Tehnične specifikacije (LAPCAT A2)
- Kapaciteta: 300 potnikov
- Dolžina: 143 m (469 ft)
- Razpon krila: 41 m
- Višina:
- Površina kril: 900 m²
- Maks. vzletna teža: 400 000 kg
- Motorji: 4 × Reaction Engines Scimitar
- Kapaciteta goriva: 198 ton tekočega vodika
- Potovalna hitrost: Mach 5.2 (6,400 km/h)
- Dolet: 12 430 milj (20,000 km)
- Specifična poraba goriva: 0,86 lb/lbf·h pri Mach 5 (40,9 kN·s/kg), 0,38 lb/lbf·h pri Mach 0,9 (96,0 kN·s/kg)